# Associazione Polisportiva Trani 1972-1973
Questa voce raccoglie le informazioni riguardanti l'Associazione Polisportiva Trani nelle competizioni ufficiali della stagione 1972-1973.

## Rosa
| N. |                   | Ruolo | Calciatore          |
| -- | ----------------- | ----- | ------------------- |
|    | Italia (bandiera) | A     | Renato Barbieri     |
|    | Italia (bandiera) | D     | Alberto Caroletta   |
|    | Italia (bandiera) | A     | Francesco Chimenti  |
|    | Italia (bandiera) | C     | Gianfranco Comola   |
|    | Italia (bandiera) | A     | Alberto Crivellenti |
|    | Italia (bandiera) | C     | Dante Croce         |
|    | Italia (bandiera) |       | Dell'Orco           |
|    | Italia (bandiera) |       | Diaferia            |
|    | Italia (bandiera) |       | Di Marzo            |
|    | Italia (bandiera) |       | Di Toma             |
|    | Italia (bandiera) |       | Faggiani            |
|    | Italia (bandiera) | A     | Renzo Favaron       |
|    | Italia (bandiera) |       | Ioca                |
|    | Italia (bandiera) | A     | Marco Lupi          |

| N. |                   | Ruolo | Calciatore         |
| -- | ----------------- | ----- | ------------------ |
|    | Italia (bandiera) | C     | Dario Monterisi    |
|    | Italia (bandiera) | C     | Sergio Muzzin      |
|    | Italia (bandiera) |       | Napoletano         |
|    | Italia (bandiera) | P     | Angelo Paticchio   |
|    | Italia (bandiera) |       | Pellegrini         |
|    | Italia (bandiera) | P     | Alessandro Peluso  |
|    | Italia (bandiera) | A     | Ivo Perissinotto   |
|    | Italia (bandiera) | D     | Leonardo Pignataro |
|    | Italia (bandiera) | C     | Portoghese         |
|    | Italia (bandiera) | C     | Pietro Schipa      |
|    | Italia (bandiera) | D     | Ampelio Simeoni    |
|    | Italia (bandiera) | C     | Pantaleo Sorge     |
|    | Italia (bandiera) | D     | Luciano Tonin      |